# Maria Nichiforov
Maria Nichiforov, née le 9 avril 1951 à Mila 23 et morte le 24 juin 2022, est une kayakiste roumaine. Elle est la belle-sœur de la kayakiste Maria Ștefan.

## Carrière
Maria Nichiforov participe aux Jeux olympiques de 1972 à Munich et remporte la médaille de bronze en K-2 500 m avec Viorica Dumitru.
Aux Championnats du monde de course en ligne de canoë-kayak de 1973, elle est médaillée de bronze en K-4 500 m. Aux Championnats du monde de course en ligne de canoë-kayak de 1974, elle est médaillée d'argent en K-2 500 m et médaillée de bronze en K-4 500 m. Aux Championnats du monde de course en ligne de canoë-kayak de 1975, elle est médaillée de bronze en K-4 500 m.